# Piraña

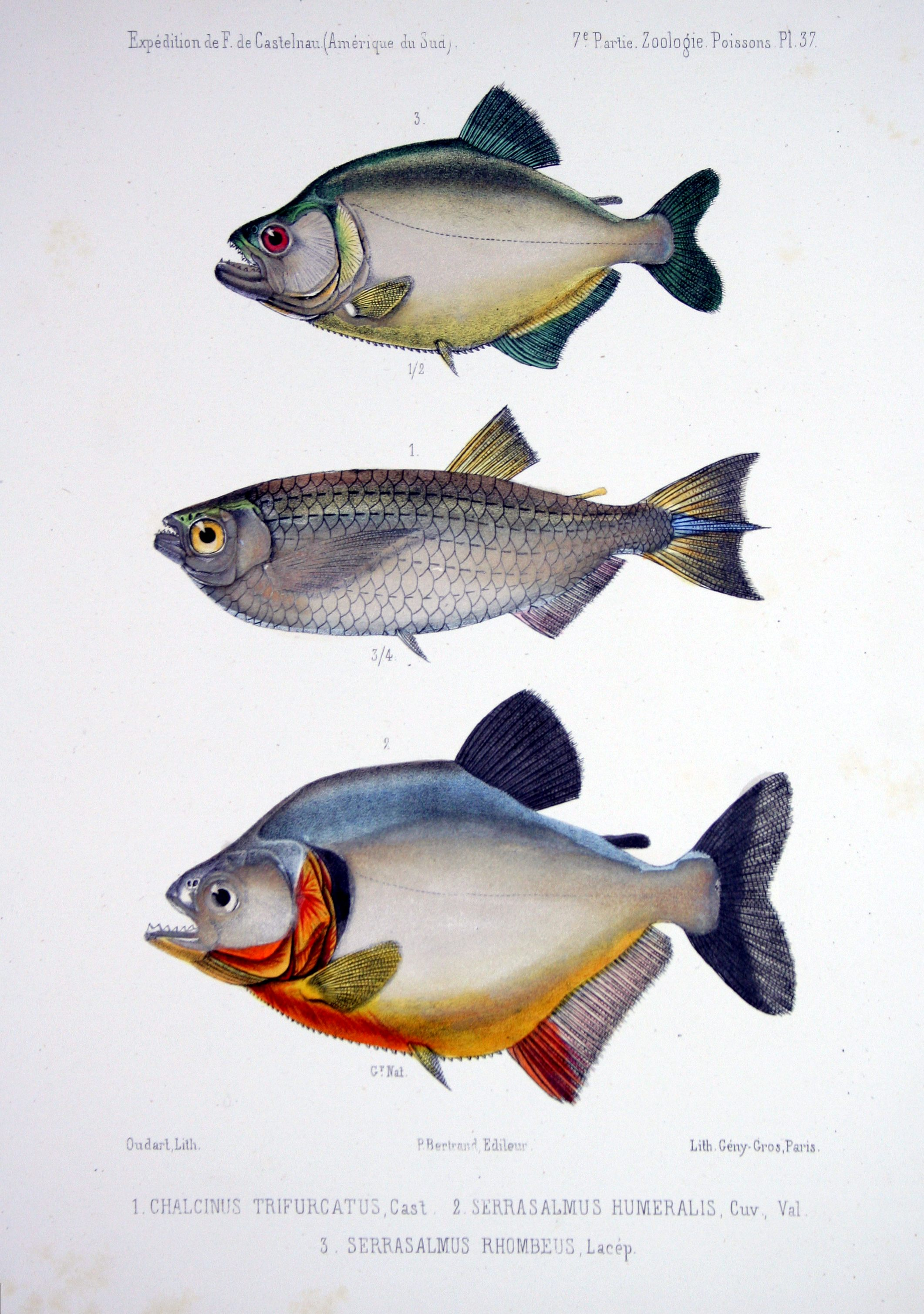

Se denomina habitualmente pirañas a varias especies de peces de voraces  hábitos carnívoros (ocasionalmente o en sus etapas juveniles también omnívoros) que viven en los ríos de aguas templado-cálidas y cálidas de Sudamérica. La denominación incluye algunos géneros dentro de la subfamilia Serrasalminae, la cual también contiene géneros de peces herbívoros y omnívoros típicos. Las pirañas miden entre 15 y 25 cm de longitud, aunque se han encontrado ejemplares que superan los 34 cm.
Las pirañas solamente se encuentran en las aguas dulces de Centro y Sudamérica. El Amazonas es el lugar donde hay la mayor concentración de esta especie de peces. Aquí conviven multitud de tipos de piraña, ya que es una zona con una diversidad biológica exquisita
Son conocidas por sus dientes afilados y por su insaciable y agresivo apetito por la carne, lo que les ha dado cierto protagonismo en la cultura popular, tanto en el cine, la literatura, y la televisión.

## Etimología y nombres comunes
Según algunos, «piraña» es una palabra que proviene del guaraní, donde pirá significa ‘pez’, y Añá es un genio del mal, sincretizado con el diablo. Otra interpretación que considera al vocablo de origen guaraní lo hace derivar de pirá ‘pez’, y de rai ‘diente’; debido a que en guaraní no se repiten sílabas, el compuesto daría pira'ai, que, castellanizado, derivaría en «piraña». Otros atribuyen el origen del nombre al tupinambá, idioma afín al anterior, donde pirá significa también ‘pez’ y anhá hace referencia a los dientes, es decir, «pez dientudo».
En Venezuela también se les suele llamar «caribes», debido a su voracidad, y en alusión a un pueblo indígena de costumbres antropofágicas.

## Distribución
Habitan en cuerpos de agua dulce de todos los países de Sudamérica, con excepción de Chile. Su presencia es especialmente destacada en toda la Amazonia, en Brasil, las Guayanas, Venezuela, Colombia, Ecuador, Perú y Bolivia; también en Paraguay, Uruguay y el nordeste argentino, con especies en los ríos Amazonas, Orinoco, en los del Gran Chaco, en el San Francisco, en el Paraná y el Uruguay, llegando por el sur hasta el Río de la Plata. También se han hallado algunas especies en ríos de México y Centroamérica.

## Ataques

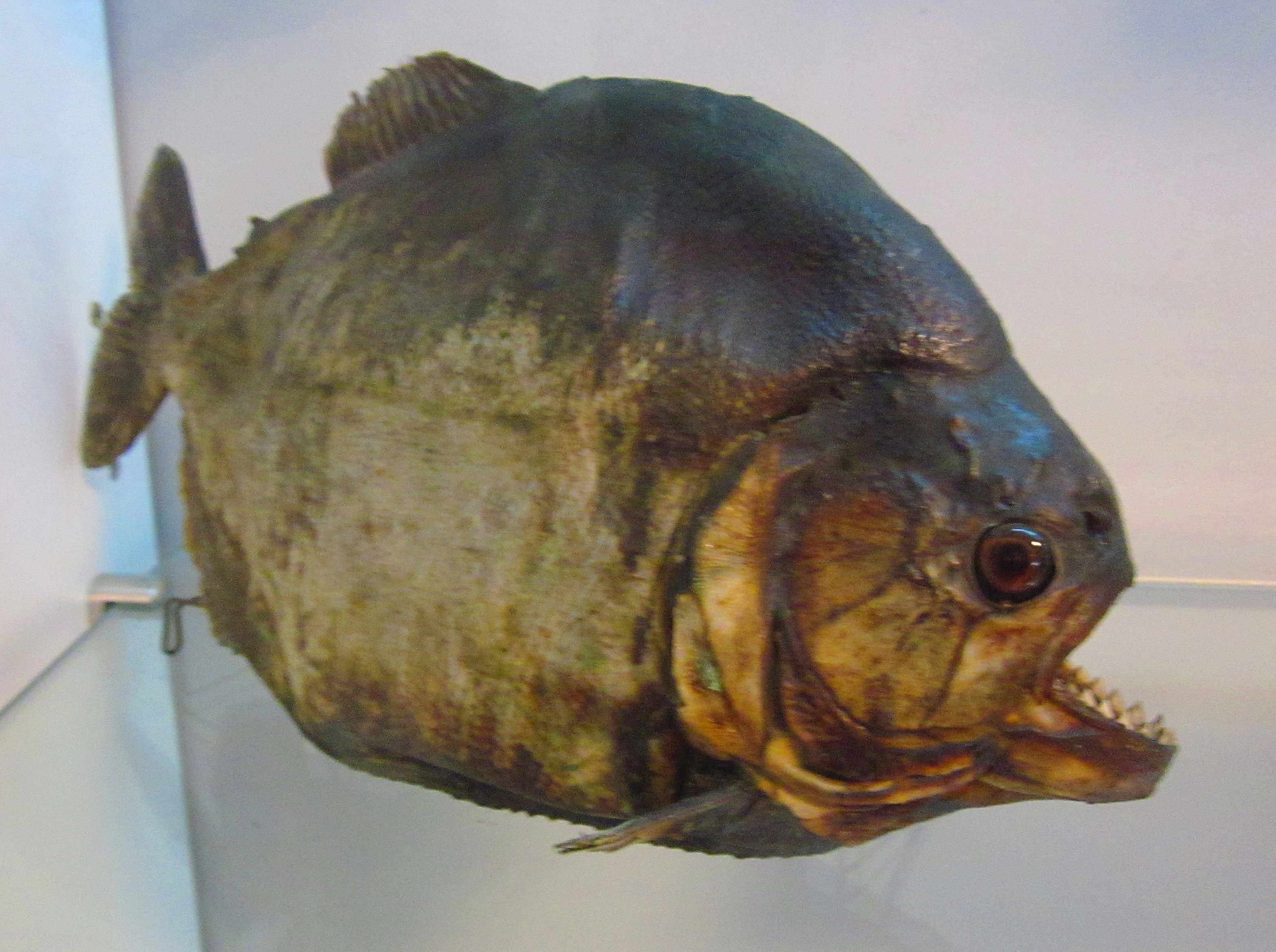
Piraña disecada.

La mayoría de ataques de las pirañas a los humanos se han registrado en la zona del Amazonas, en especial por los especímenes del género Pygocentrus (pirañas de vientre rojo). Las causas por las que se puede dar un ataque son la presencia de sangre en el agua (ya que tienen un agudo sentido del olfato), el chapoteo de una posible presa o, en algunos casos, la temporada de cría, que obliga a las pirañas a proteger su descendencia. La piraña es un alimento entre las poblaciones locales.
Las últimas investigaciones sobre especímenes de Serrasalmus brandtii y Pygocentrus nattereri se han realizado en el lago Viana, el cual se forma durante la época de lluvias, cuando el río Pindare (afluente del río Mearim, en el estado de Marañón, Brasil) se desborda. Los datos recogidos demuestran que estas especies de pirañas, en algunos momentos de su vida, comen vegetales, por lo que puede decirse que no son estrictamente carnívoras.

## Géneros y especies de peces cuyo  nombre común es piraña

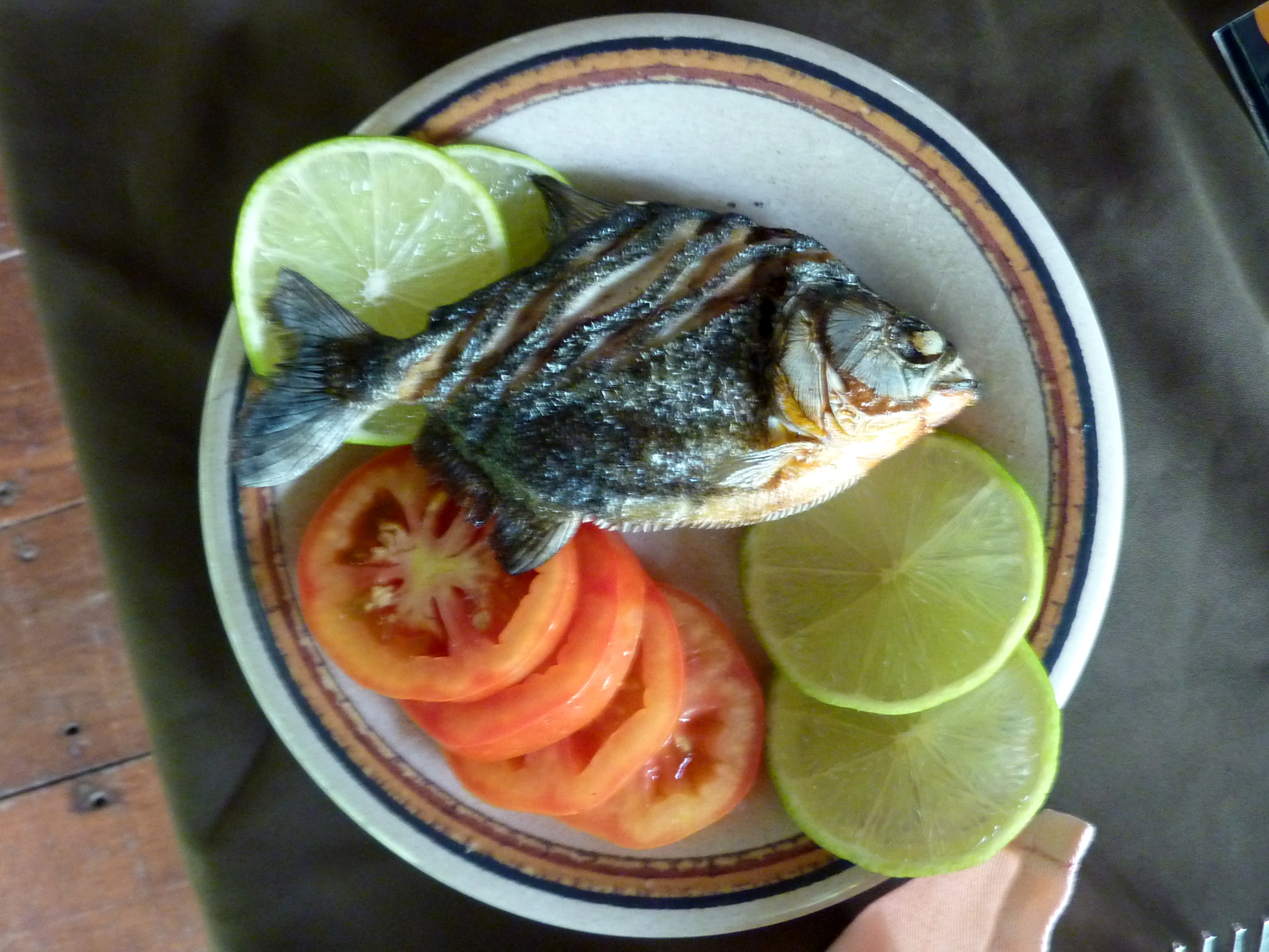
Plato de piraña asada, Amazonia peruana.

- Pygocentrus

- Pygocentrus cariba : piraña punto negro o piraña del Orinoco
- Pygocentrus nattereri (o Serrasalmus nattereri ): piraña, piraña del vientre rojo o piraña común

- Pygocentrus nattereri ternetzi : piraña dorada

- Pygocentrus piraya : piraña piraya, piraña roja gigante o piraña de río de San Francisco

- Serrasalmus

- Serrasalmus altispinis [cita requerida]
- Serrasalmus altuvei [cita requerida]
- Serrasalmus aureus : piraña
- Serrasalmus brandtii : piraña verde [cita requerida]
- Serrasalmus calmoni : piraña [cita requerida]
- Serrasalmus compressus : piraña
- Serrasalmus eigenmanni : piraña
- Serrasalmus elongatus : piraña
- Serrasalmus geryi : piraña violeta
- Serrasalmus gibbus
- Serrasalmus gouldingi
- Serrasalmus hastatus
- Serrasalmus hollandi
- Serrasalmus humeralis
- Serrasalmus irritans : piraña iridiscente
- Serrasalmus manueli : piraña tigre verde
- Serrasalmus marginatus : piraña
- Serrasalmus medinai : piraña de cuello rojo
- Serrasalmus nalseni : piraña
- Serrasalmus neveriensis : piraña del río Neveri
- Serrasalmus rhombeus : piraña negra
- Serrasalmus sanchezi : piraña rubí
- Serrasalmus serrulatus
- Serrasalmus spilopleura (o Pygocentrus nigricans ): piraña

- Pristobrycon

- Pristobrycon aureus
- Pristobrycon calmoni : piraña morena
- Pristobrycon careospinus
- Pristobrycon eigenmanni
- Pristobrycon maculipinnis : piraña
- Pristobrycon striolatus (o Serrasalmus antoni ): piraña

- Pygopristis

- Pygopristis denticulata : piraña cinco puntas

- Catoprion

- Catoprion mento (o Serrasalmus mento ): piraña